# Cisterciënzenklooster in Jędrzejów
Het Cisterciënzenklooster in Jędrzejów (Pools: Archiopactwo Cystersów w Jędrzejowie) is een 12e-eeuwse Cisterciënzenklooster nabij Jędrzejów. Het klooster is een beschermd architectonisch monument.

## Geschiedenis
Het van oorsprong gefortificeerde klooster is in 1149 door de bisschop Jan Gryfita als het eerste Cisterciënzenklooster in Polen gesticht en in 1210 door Maurus van Krakau ingewijd. De bouwstenen waren afkomstig uit het Skowronna-gebied.
Het klooster werd bekend als de residentie van de kroniekschrijver Vincentius Kadłubek, die in 1218 afstand had genomen van zijn bisschopsamb, en aldaar in 1223 stierf. In 1633 werden zijn relikwieën opgegraven en naar het altaar gebracht.
Het klooster is in 1260, tijdens de Tweede Mongoolse invasie van Polen door de Gouden Horde geplunderd en in de 18e eeuw, na een verwoestende brand, in de barokstijl herbouwd. Het interieur stamt uit de periode 1728-1754. De oudste constructies zijn romaans. Na de Tweede Wereldoorlog keerden de Cisterciënzers terug in het klooster.
De schilderijen in het klooster weergeven en eren de lange geschiedenis van de Cisterciënzers.

## Galerij

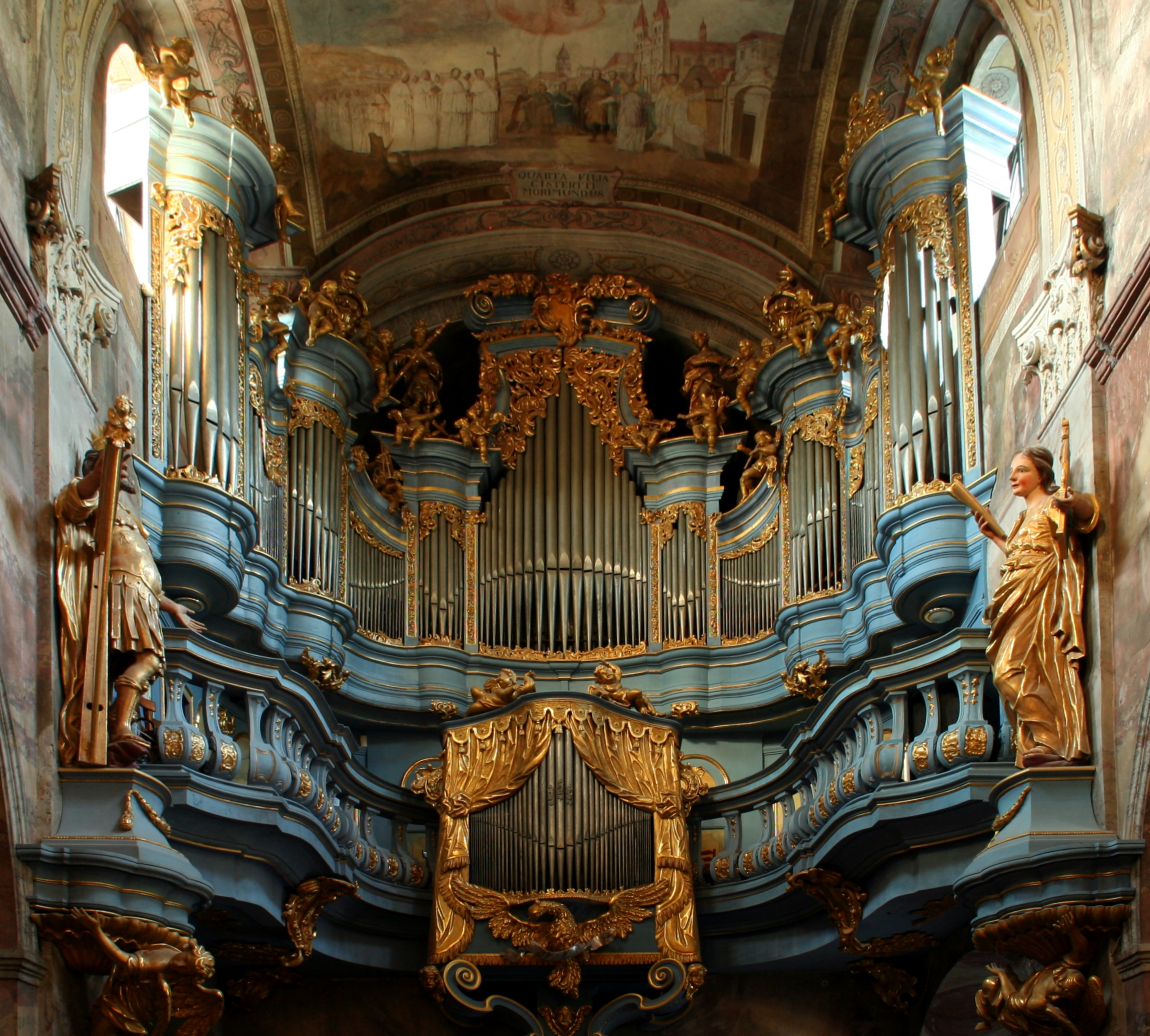
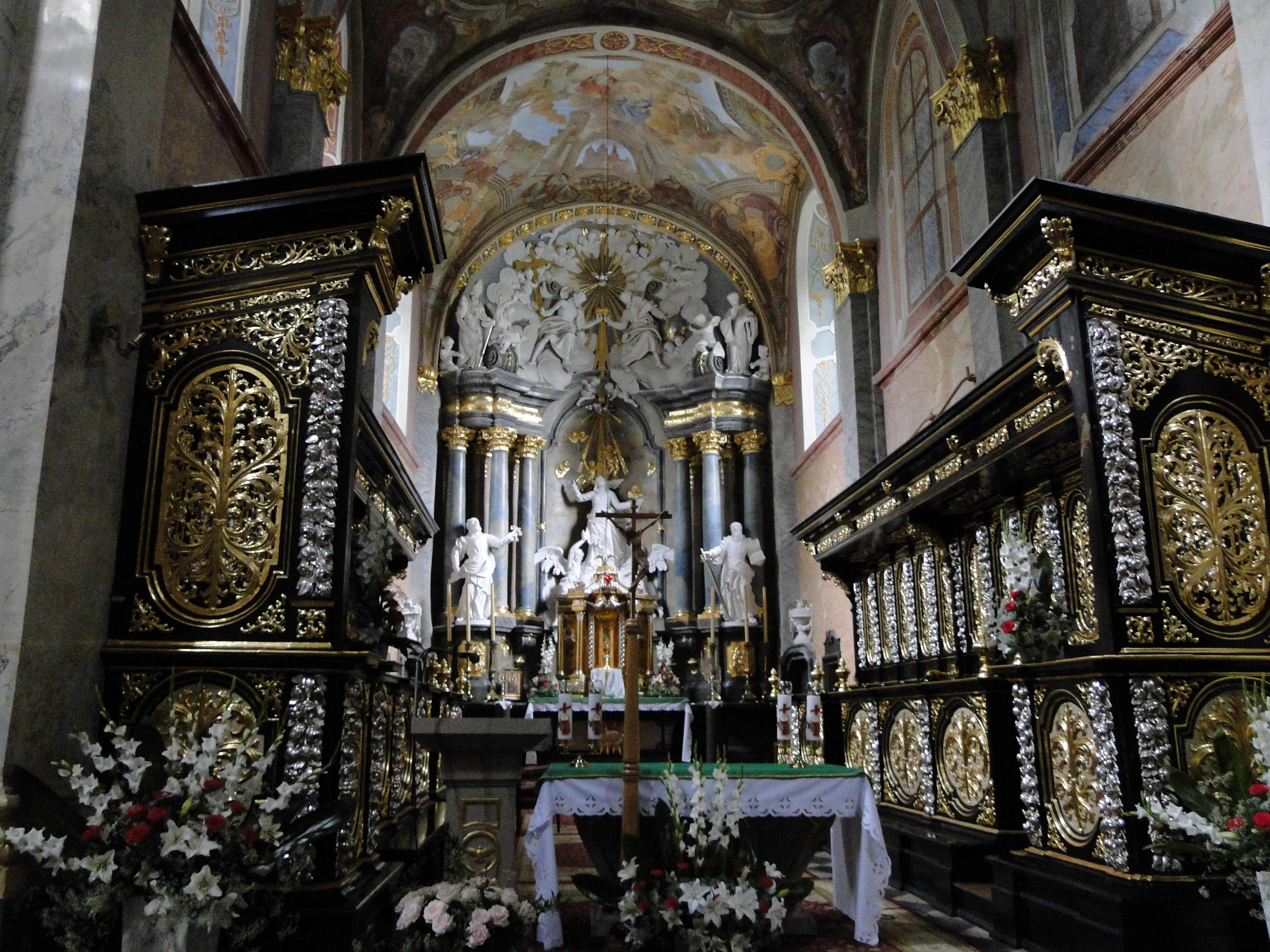
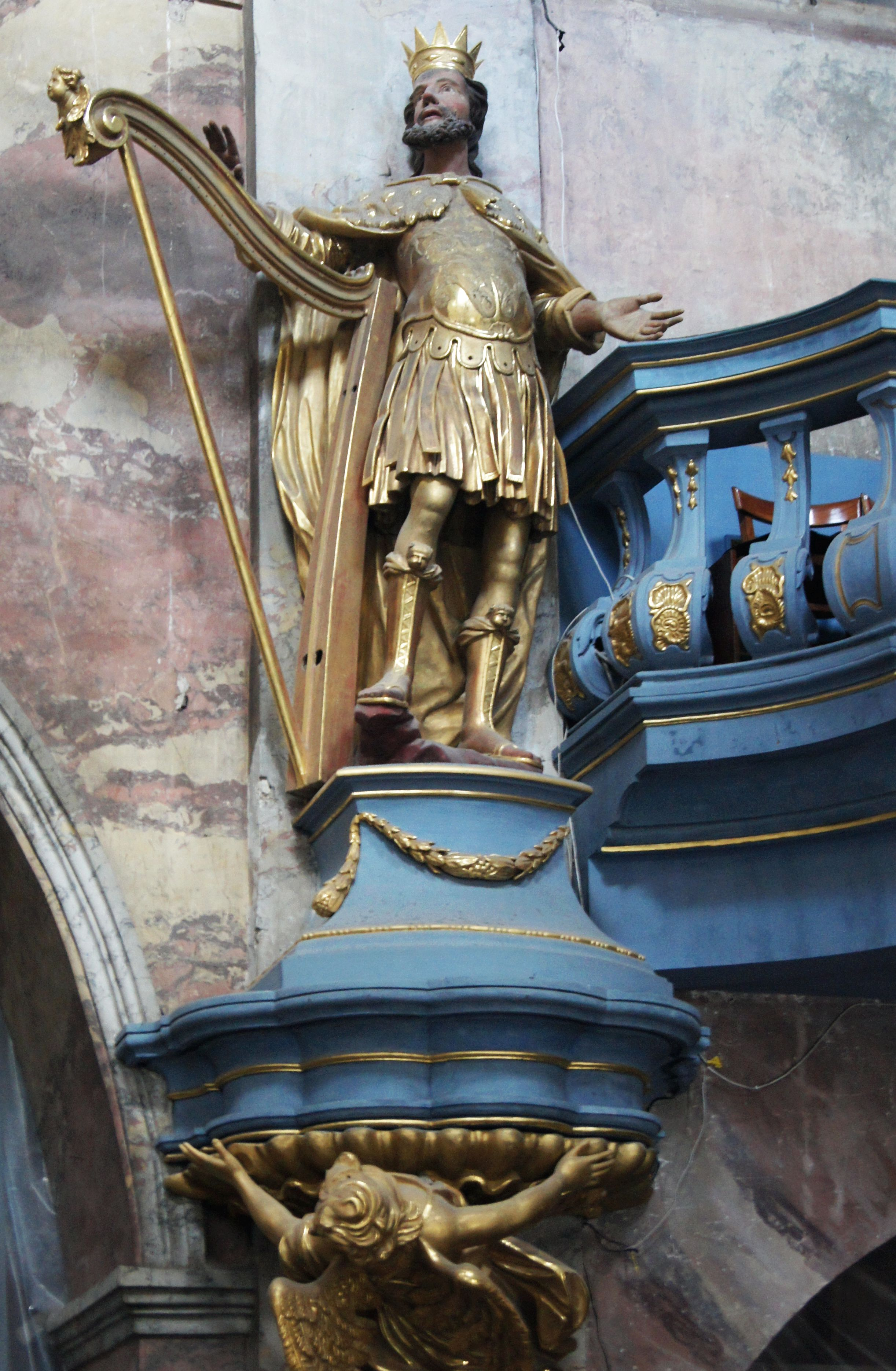
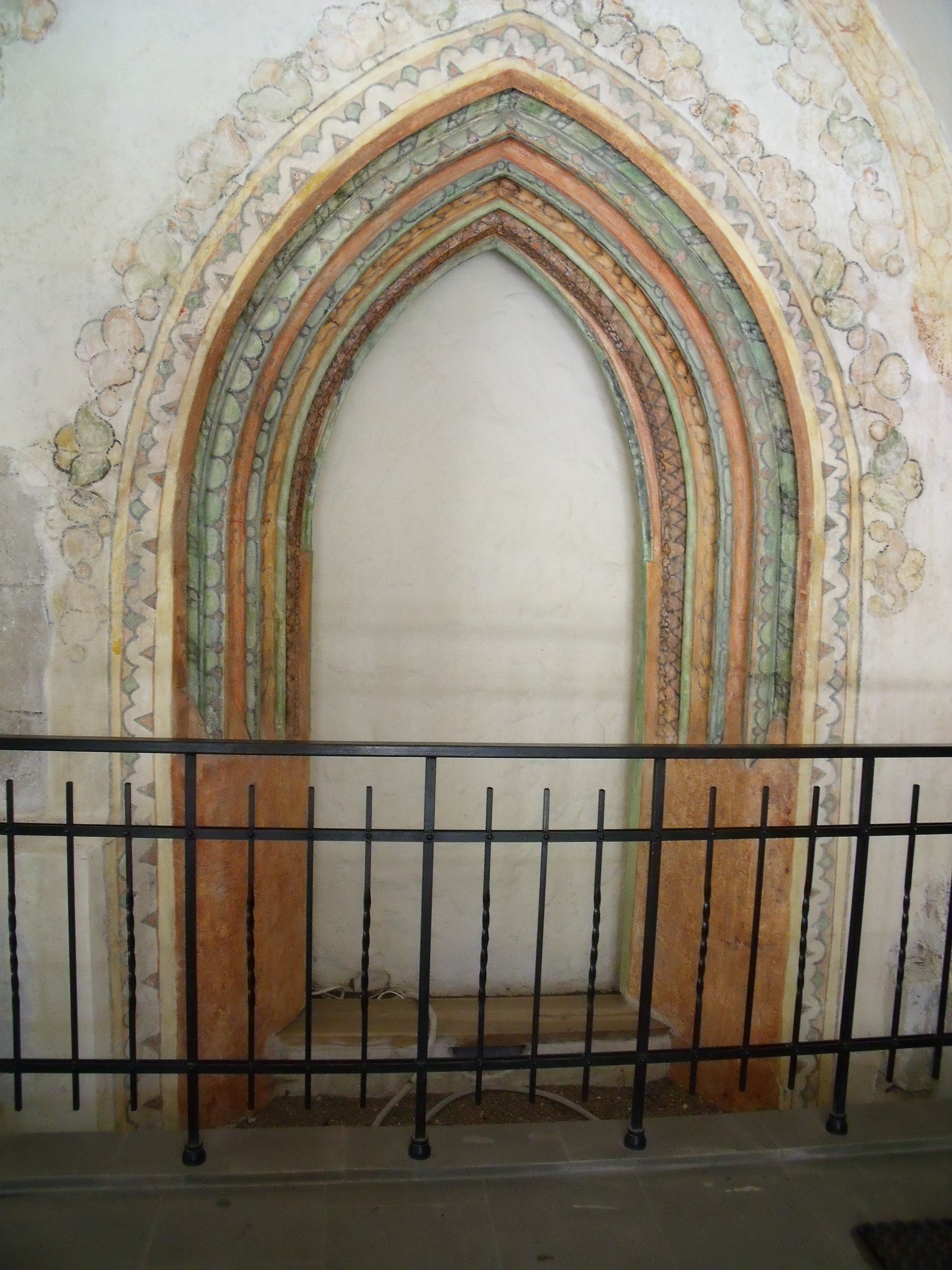
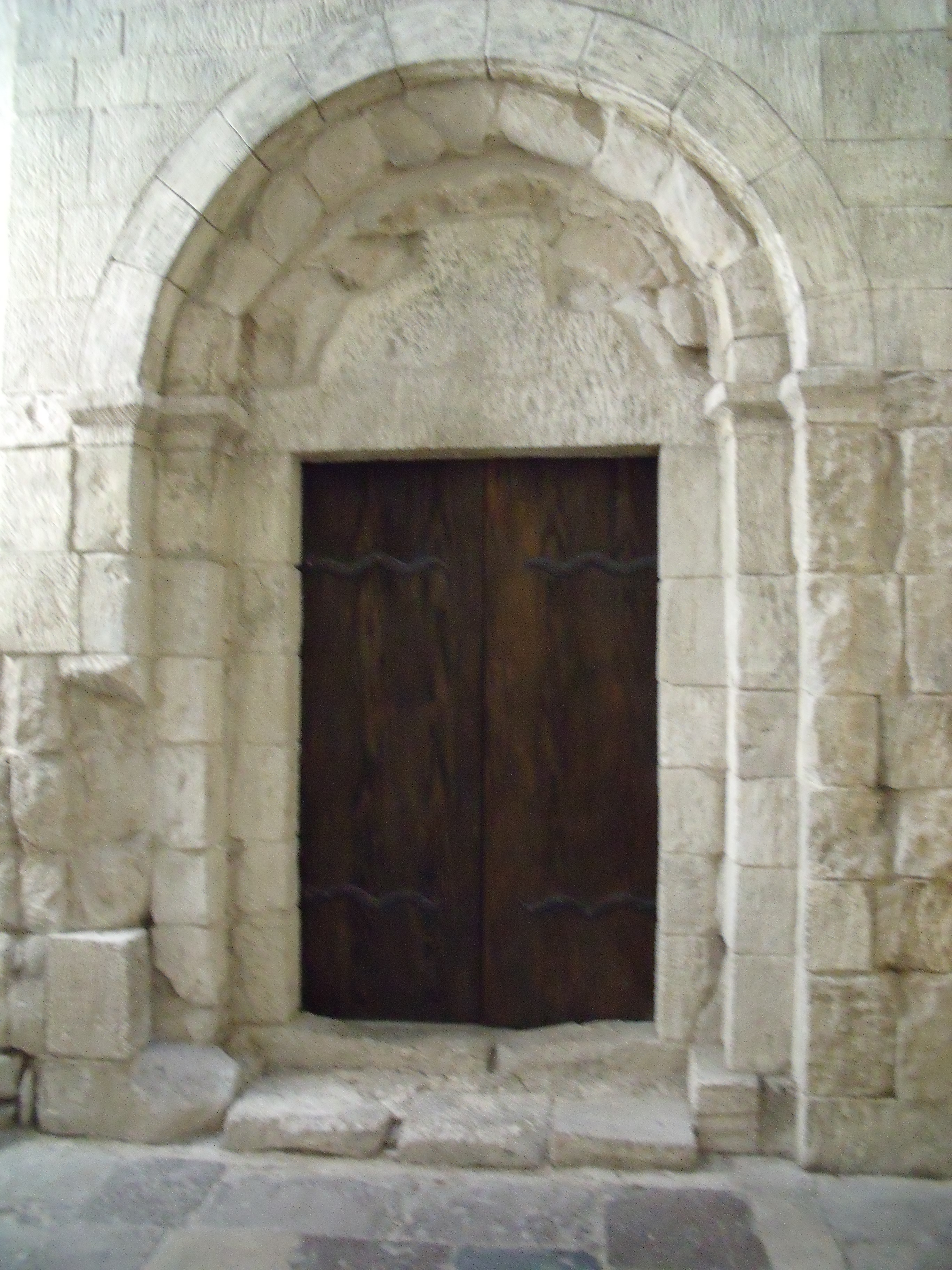

## Abten
- Wojciech Ziemicki[10]